# Caroloameghinia
Caroloameghinia is een geslacht van uitgestorven buideldieren uit de Didelphimorphia dat leefde tijdens het Eoceen in Zuid-Amerika. 

## Fossiele vondsten
Fossielen van Caroloameghinia mater zijn gevonden in Gran Barranca in de Argentijnse provincie Chubut. Deze soort werd in 1901 beschreven door Florentino Ameghino en vernoemd naar zijn broer Carlos. De afzettingen waarin de fossielen zijn gevonden zijn 42 tot 38 miljoen jaar oud. C. tenuis is eveneens bekend uit Chubut.

## Kenmerken
Caroloameghinia had het formaat van een eekhoorn met een geschat gewicht van 700 tot 1200 gram. Het was een frugivoor en waarschijnlijk een boombewoner. Caroloameghinia vervulde mogelijk een primaatachtige niche tijdens het Eoceen in Zuid-Amerika. De bouw van de onderkaak en het gebit komen overeen met die van veel primaten.